# Michel Sy
Pour les articles homonymes, voir SY.
Michel Sy, né le 26 septembre 1930 aux Ponts-de-Cé (Maine-et-Loire) et mort le 10 novembre 2024 à Paris, est un homme politique français, député de la Seine de 1960 à 1962.

## Biographie
En 1960, Michel Sy participe à la fondation du Front national des combattants.
Franc-maçon, il crée le comité d'action du 25 avril, fraternelle favorable à Jacques Chirac, en 1981, en réaction à l'élection de François Mitterrand à la présidence de la République. En parallèle, il préside la Fraternelle des hauts fonctionnaires. Il adhère à la Grande Loge nationale française en 1999[source insuffisante].
Il meurt le 10 novembre 2024. Son inhumation est prévue aux Ponts-de Cé.

## Mandats électifs
Député de la vingt-cinquième circonscription de la Seine (1960-1962)